# So Long, Farewell, Auf Wiedersehen, Goodbye
So Long, Farewell, Auf Wiedersehen, Goodbye is de eerste aflevering van het vierde seizoen van het tienerdrama Beverly Hills, 90210, die voor het eerst werd uitgezonden op 8 september 1993.
De titel van de aflevering refereert aan het lied uit de musicalfilm The Sound of Music (1965).

## Verhaal
Na een zomer te hebben doorgebracht met haar vrienden, verlaat Brenda Beverly Hills om te studeren in Minnesota. Ze wordt gebracht door haar moeder, grootmoeder en nicht Lindsey. Onderweg wordt ze constant door Lindsey gevraagd over haar ervaringen in Beverly Hills en begint ze zich hieraan te ergeren. Ook haar oude vrienden in Minnesota kunnen niet stoppen met vragen stellen. Uiteindelijk confronteert Brenda haar oude vriendin Darla met het feit dat zij en haar vrienden alleen nog maar met haar om lijken te gaan vanwege haar ervaringen in Beverly Hills.
Andrea heeft besloten om niet naar Yale te gaan, omdat haar grootmoeder ernstig ziek is geworden en zij in Beverly Hills moet blijven om voor haar te zorgen. Ze besluit dan ook te studeren aan het minder prestigieuze Universiteit van Californië. Haar voormalige leraar Gil Meyers maakt hier grappen over, waardoor Andrea zich gedeprimeerd begint te voelen. Ze confronteert hem hiermee en uiteindelijk leggen ze het bij.
Brandon besluit met Steve en diens vriendinnetje Celeste te logeren in een appartement van de producer van Samantha Sanders in Malibu Beach. Na een nacht wild feesten, wordt Brandon de volgende ochtend bedreigd met traangas door een dame. Dit blijkt Jill Flemming te zijn, de dochter van de producer die door een misverstand denkt dat Brandon een inbreker was. Haar komst zorgt voor veel commotie tussen Steve en Celeste, aangezien Steve alleen nog maar interesse in Jill kan tonen. Jill krijgt zelf ondertussen een oogje op Brandon en besluit hem mee uit te vragen.
Ondertussen komt Kelly vervroegd terug uit Europa. Ze was er met Dylan op vakantie, maar komt onverwachts terug. Ze vertelt er enkel lovende verhalen over en beweert dat ze alleen eerder was teruggekomen, omdat Dylan naar Griekenland wilde en zij liever terug naar Beverly Hills wilde. Ze geeft echter aan Donna toe dat Dylan geïrriteerd raakte na het nieuws te hebben gekregen dat hij niet toegelaten is aan Berkeley. Ze kregen ruzie en uiteindelijk maakte Kelly het uit met hem. Donna belooft het geheim te houden.
David kan maar geen geschikte appartement vinden om te wonen als hij gaat studeren. Kelly belooft hem te helpen en geeft ondertussen aan Donna toe geen zin te hebben om haar studie op een campus door te brengen. Ze wil liever wonen in een huis en komt op een idee een appartement te delen met David. Uiteindelijk besluiten David, Kelly en Donna met zijn drieën in een huisje te wonen. Kelly's moeder vindt het idee best, maar het kost Donna veel moeite om haar moeder te overtuigen. Ze weet haar moeder te overhalen, maar heeft gezegd dat ze enkel bij Kelly zal wonen en laat dus weg dat ze ook bij David zal intrekken.
In de laatste scène probeert Dylan Brenda te bellen, maar zij is zojuist vertrokken met haar nieuwe vrienden in Minnesota.

## Rolverdeling
- Jason Priestley - Brandon Walsh
- Shannen Doherty - Brenda Walsh
- Jennie Garth - Kelly Taylor
- Ian Ziering - Steve Sanders
- Gabrielle Carteris - Andrea Zuckerman
- Luke Perry - Dylan McKay
- Brian Austin Green - David Silver
- Tori Spelling - Donna Martin
- Carol Potter - Cindy Walsh
- James Eckhouse - Jim Walsh
- Joe E. Tata - Nat Bussichio
- Mark Kiely - Gil Meyers
- Jennifer Grant - Celeste Lundy
- Robia LaMorte - Jill Fleming
- Michael Cudlitz - Tony Miller
- Wendy Benson-Landes - Darla Hansen
- Julie Adams - Arlene Beevis
- Rachel True - Jan Myler
- Haylie Johnson - Nicht Lindsey
- Jennifer Guthrie - Katie Destable
- Don Calfa - Mr. Pitts